# Niżnia Okrąglica

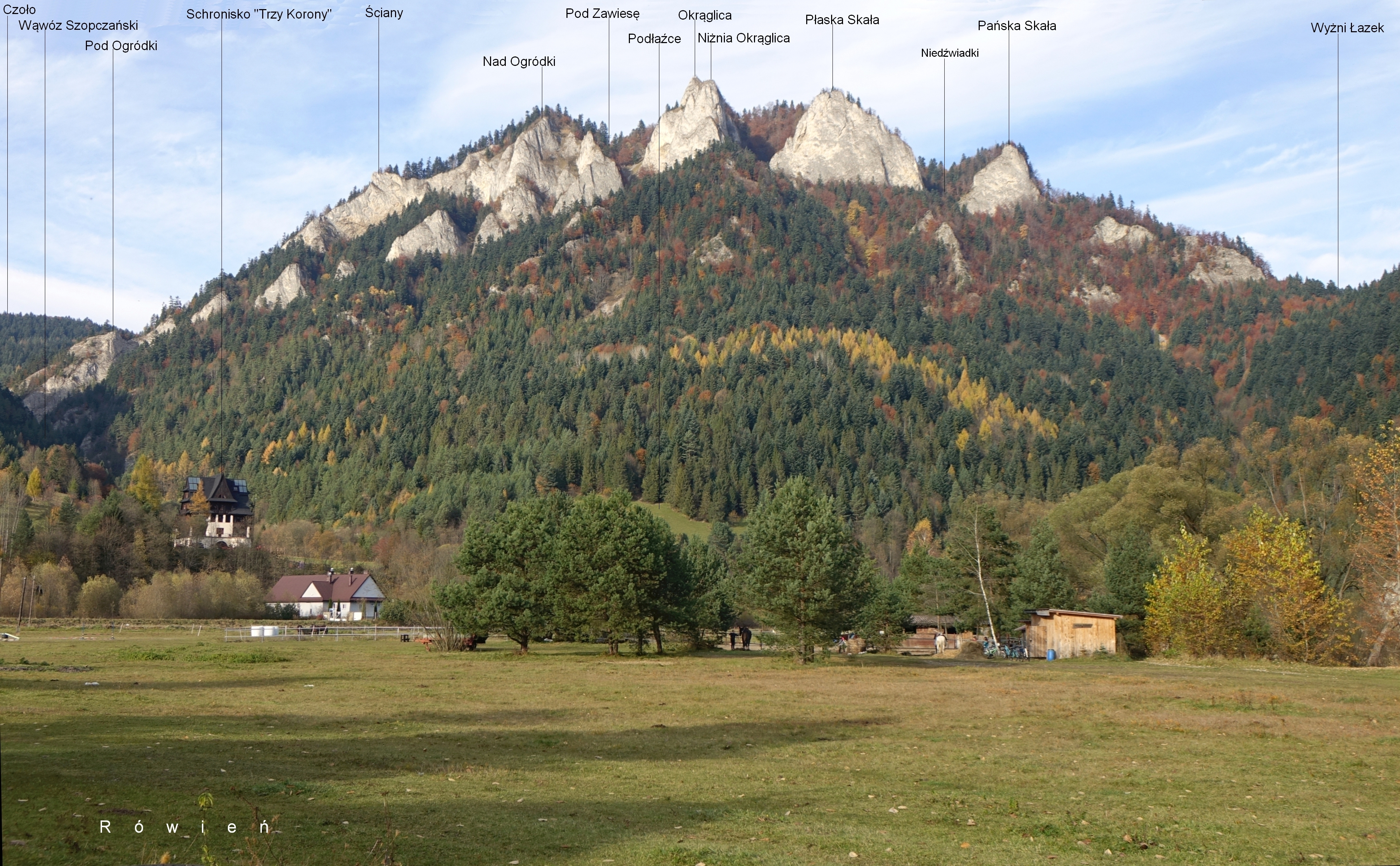
Widok ze Sromowiec Niżnych

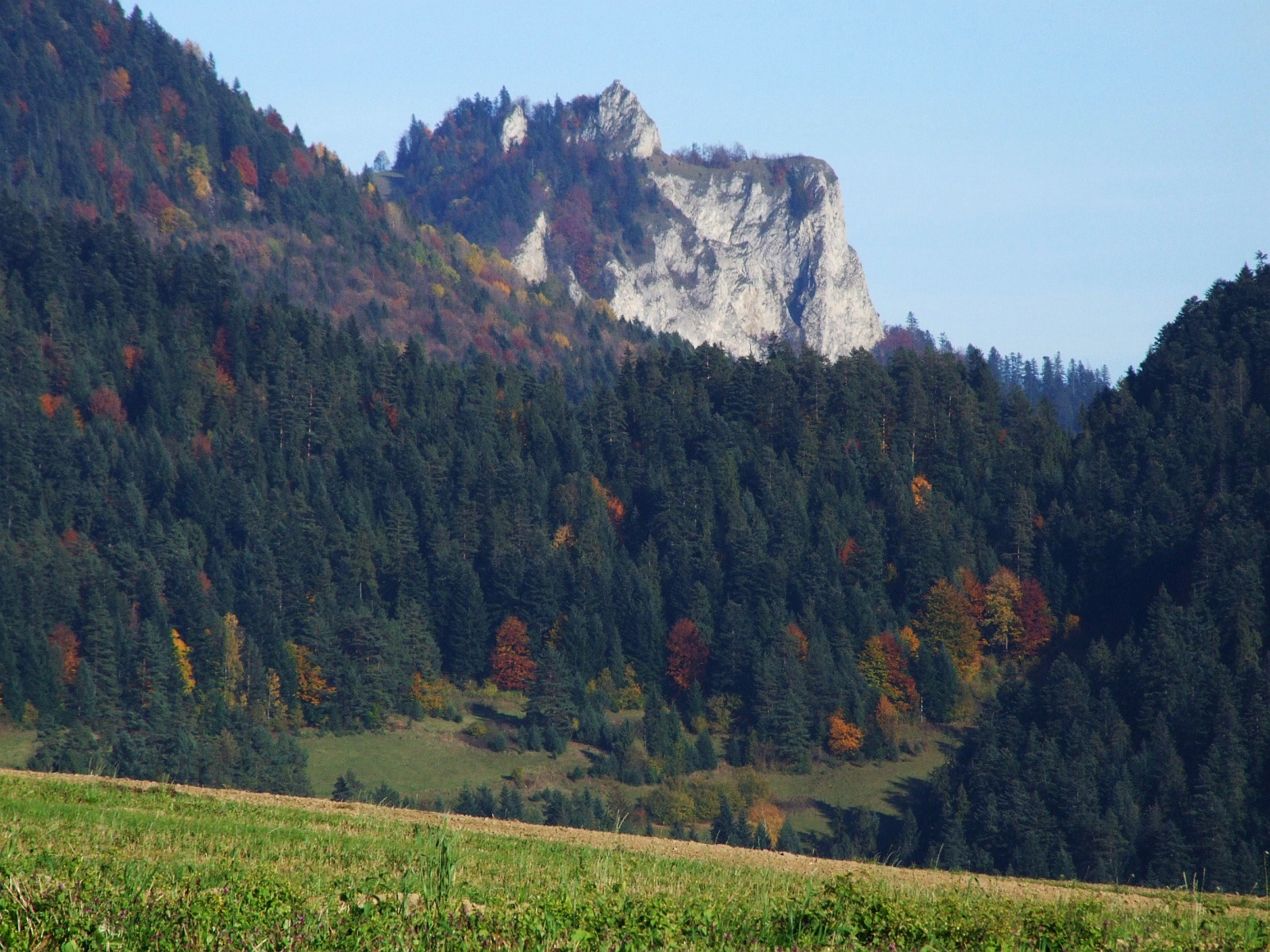
Okrąglica i Niżna Okrąglica od zachodu

Niżnia Okrąglica (946 m), także Ganek – jedna z turni w masywie Trzech Koron w Pieninach. Jest jedną z pięciu większych turni w tym masywie. Pozostałe to: Nad Ogródki, Okrąglica, Płaska Skała, Pańska Skała. Niżnia Okrąglica jest wysunięta około 80 m na południe przed najwyższą turnią Okrąglicą, na której znajduje się zabezpieczona platforma widokowa. Dawniej na Okrąglicę nie było wygodnej i obudowanej balustrady, sam jej szczyt też nie był zabezpieczony metalową barierką i wchodzili na nią tylko najodważniejsi. Około 1880 roku rocznie na Trzy Korony wychodziło około 200-300 osób. Na Okrąglicę, jak pisał Józef Nyka „drapali się tylko najśmielsi”, większość turystów wchodziła na Niżnią Okrąglicę nazywając ją Gankiem i stąd podziwiając widoki.
Niżnia Okrąglica, podobnie jak pozostałe turnie Trzech Koron zbudowana jest z twardych wapieni rogowcowych serii pienińskiej i opada na południe prawie pionową ścianą. Pomiędzy turniami rosną powykrzywiane buki i niewielki płat górnoreglowych świerków. Rejon tych turni charakteryzuje się odrębnością gatunkową porastających go roślin. Znaleziono tu aż 7 gatunków roślin nie występujących w innych miejscach Pienin.
W 1880 r. żlebem między Okrąglicą a Płaską Skałą zszedł Bronisław Gustawicz. Około 1960 r. turniami Trzech Koron zainteresowali się wspinacze skalni, m.in. himalaista Andrzej Zawada. Ściany tych turni cechuje jednak duża kruszyzna, ponadto wspinaczka koliduje z zasadami ochrony przyrody, skończyło się więc na kilku tylko drogach wspinaczkowych. Niżnia Okrąglica znajduje się w Pienińskim Parku Narodowym, wspinaczka na niej jest zakazana, jest też niedostępna turystycznie. Znajduje się w granicach wsi Sromowce Niżne w województwie małopolskim, w powiecie nowotarskim, w gminie Czorsztyn i jest widoczna tuż pod Okrąglicą.